# Saint-Clément-sur-Guye
 Saint-Clément-sur-Guye  es una población y comuna francesa, en la región de Borgoña, departamento de Saona y Loira, en el distrito de Chalon-sur-Saône y cantón de Mont-Saint-Vincent.

## Demografía
| 168 | 172 | 144 | 125 | 109 | 115 |
| Para los censos de 1962 a 1999 la población legal corresponde a la población sin duplicidades (Fuente: INSEE [Consultar]) |     |     |     |     |     |